# Chiesa di San Mamiliano (Campo nell'Elba)
La chiesa di San Mamiliano è un luogo di culto cattolico situato a Marina di Campo, nel comune di Campo nell'Elba all'isola d'Elba.
Di origine remota, forse protoromanica, è documentata in atti notarili del 1343. Accanto ad essa esisteva un piccolo romitorio. Conserva una pregevole tela del XIX secolo raffigurante San Mamiliano di Montecristo che uccide il drago e alcune reliquie ossee del Santo traslate nel 1960 dalla chiesa di San Matteo a Pisa.